# Gmina zbiorowa Dörpen
Gmina zbiorowa Dörpen (niem. Samtgemeinde Dörpen) – gmina zbiorowa położona w niemieckim kraju związkowym Dolna Saksonia, w powiecie Emsland. Siedziba administracji gminy zbiorowej znajduje się w miejscowości Dörpen.

## Podział administracyjny
Do gminy zbiorowej Dörpen należy dziewięć gmin:
1. Dersum
2. Dörpen
3. Heede/Ems
4. Kluse
5. Lehe
6. Neubörger
7. Neulehe
8. Walchum
9. Wippingen